# Survol touristique

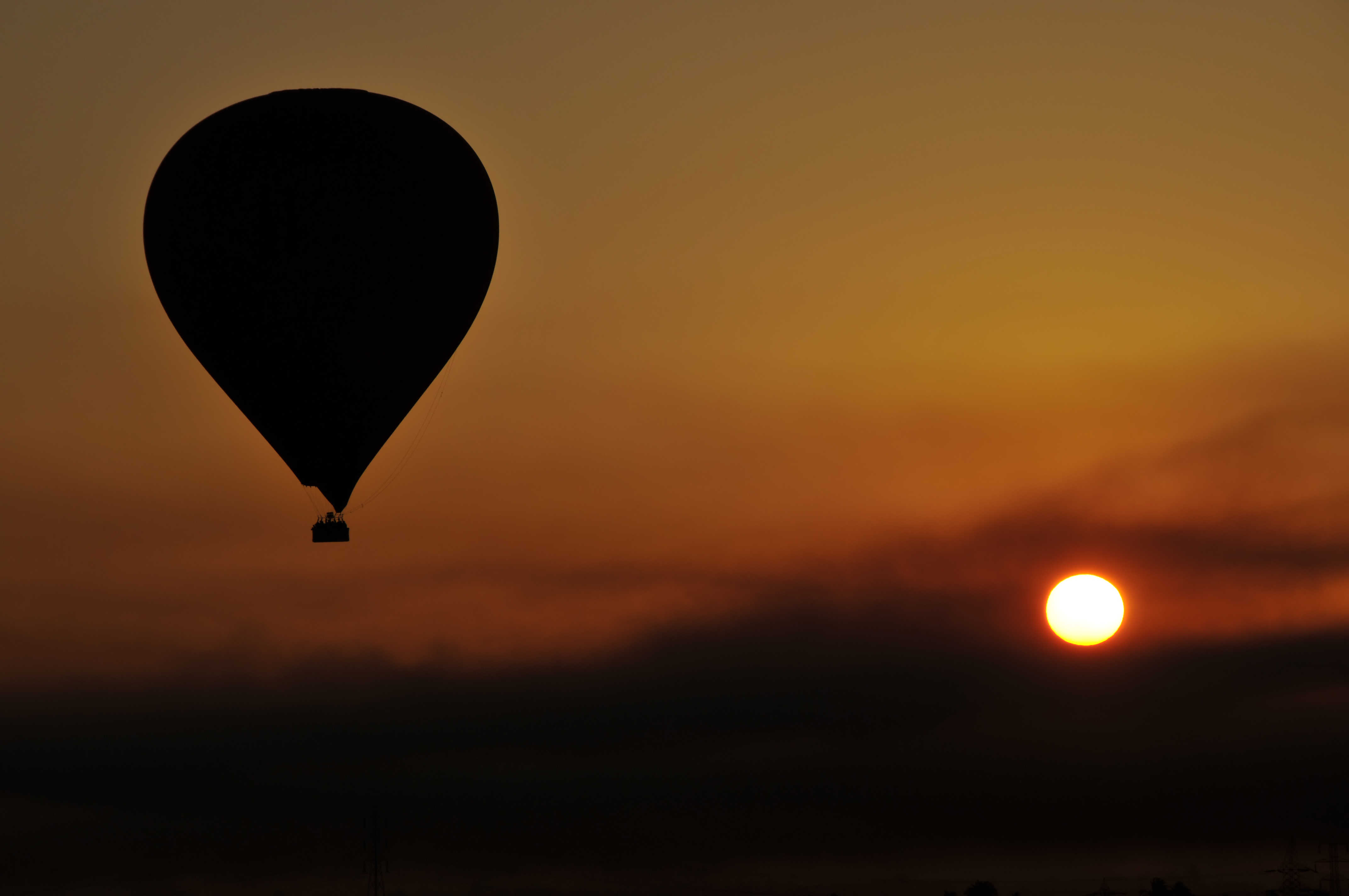
Survol touristique en montgolfière au-dessus de l'Égypte.

Un survol touristique est une activité consistant à survoler dans un aéronef une attraction touristique pour profiter d'un point de vue élevé sur ce site, généralement pour quelques minutes ou quelques heures. Le véhicule employé peut être une montgolfière, un avion de tourisme ou tout autre engin permettant l'observation extérieure et la pratique par ses passagers de la photographie aérienne.
Certaines destinations ou compagnies aériennes se spécialisent dans les survols touristiques, ainsi l'Alaska où des hydravions sont fréquemment employés à cette fin. À La Réunion, plusieurs entreprises telles que Corail Hélicoptères ou Hélilagon proposent des survols en hélicoptère des Hauts et des zones côtières.